# Président de la république de Finlande
Le président de la république de Finlande (en finnois : Suomen tasavallan presidentti ; en suédois : Republiken Finlands president) est le chef de l'État de la Finlande depuis sa création, ainsi qu'il est disposé dans la loi constitutionnelle de 1919. Il exerce, d'après la Constitution de Finlande, le pouvoir exécutif qu'il partage avec le gouvernement. Son mandat est d'une durée de six ans. Depuis 1991, son mandat n'est renouvelable qu'une seule fois, et depuis 1994, il est élu directement par les citoyens au suffrage universel direct. Afin d'être élu, un candidat à la présidence doit être né de citoyenneté finlandaise et avoir vu le jour en Finlande.
Alexander Stubb, élu le 11 février 2024, prête serment le 1er mars suivant, devenant à cette occasion le treizième président de la république de Finlande.

## Histoire

Étendard présidentiel de 1944 à 1946.

La fonction de président de la République est établie en 1919. Le mandat est de six ans. Depuis 1991, la Constitution dispose que le président de la République ne peut être né à l'étranger et, de ce fait, doit avoir vu le jour en Finlande.
Après l'indépendance de la Finlande et la guerre civile finlandaise, le type de régime que devait adopter la Finlande a été très débattu. Les deux options principales étant la république et la monarchie constitutionnelle. Finalement, le choix s'est porté sur un compromis entre une république et un président qui concentrait nombre de pouvoirs. La Constitution a été modifiée en 2000 pour que les pouvoirs du chef de l'État soient restreints au bénéfice du Parlement (Eduskunta), et du gouvernement. La nouvelle constitution précise explicitement comment les principes du parlementarisme doivent être appliqués, bien que les présidents successifs ont suivi cette règle tacite depuis 1937.
Entre 1919 et 1987, le président de la République est élu par un collège électoral, lui-même élu par les Finlandais lors de l'élection présidentielle. Lors de l'élection présidentielle de 1988, deux élections ont lieu simultanément : une élection directe et une indirecte. Si aucun candidat ne parvenait à obtenir la majorité lors de l'unique tour de scrutin, le collège électoral choisi par les électeurs prenait le relais et élisait le président de la République. Ce mode de scrutin n'est utilisé qu'à une seule reprise et depuis lors, l'élections présidentielle se décide par un scrutin majoritaire à deux tours : si aucun candidat n'obtient la majorité au premier tour, les deux meilleurs candidats se retrouvent pour un second tour.
Plusieurs élections exceptionnelles ont eu lieu. Le premier président de la république de Finlande, Ståhlberg, est élu par le Parlement à la suite de la modification de la Constitution. En 1940 et 1943, le collège électoral élu en 1937 choisit le président de la République sans être renouvelé car la Seconde Guerre mondiale aurait pu gêner l'élection du collège. En 1944 et 1973, le Parlement nomme le président de la République grâce à des lois spéciales.
Lors des premières années de l'indépendance finlandaise, le pays eut deux régents et un roi élu (bien que ce dernier renonça au trône) :
- Pehr Evind Svinhufvud, régent (mai-décembre 1918) ;
- Friedrich Karl von Hessen-Kassel, élu roi sous le nom de Fredrik Kaarle (ou Väinö Ier[N 1]), choisit de ne pas se faire couronner après la défaite allemande lors de la Première Guerre mondiale ;
- Carl Gustaf Mannerheim, régent (décembre 1918-juillet 1919).

### Liste des titulaires

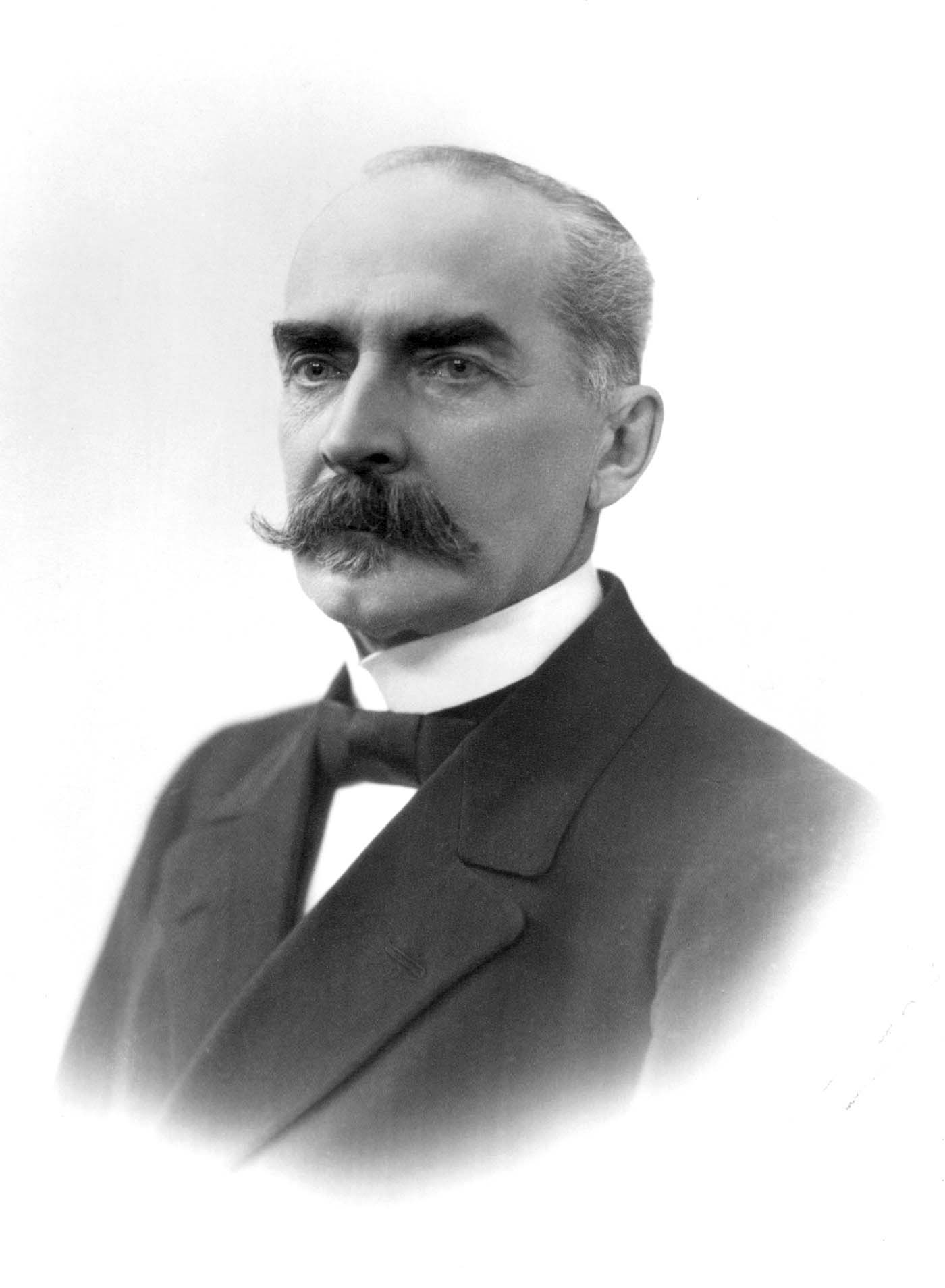
Kaarlo Juho Ståhlberg (1919-1925)
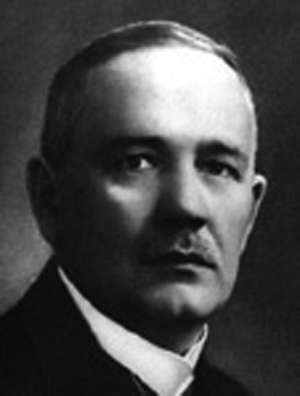
Lauri Kristian Relander (1925-1931)
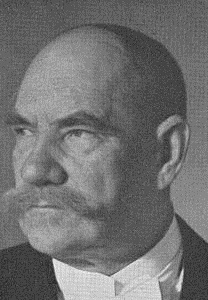
Pehr Evind Svinhufvud (1931-1937)
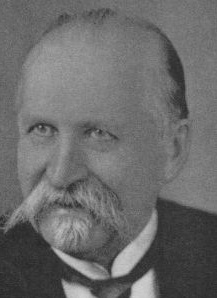
Kyösti Kallio (1937-1940)
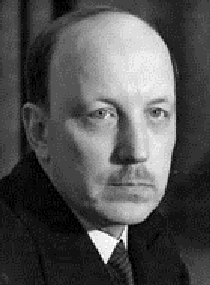
Risto Ryti (1940-1944)
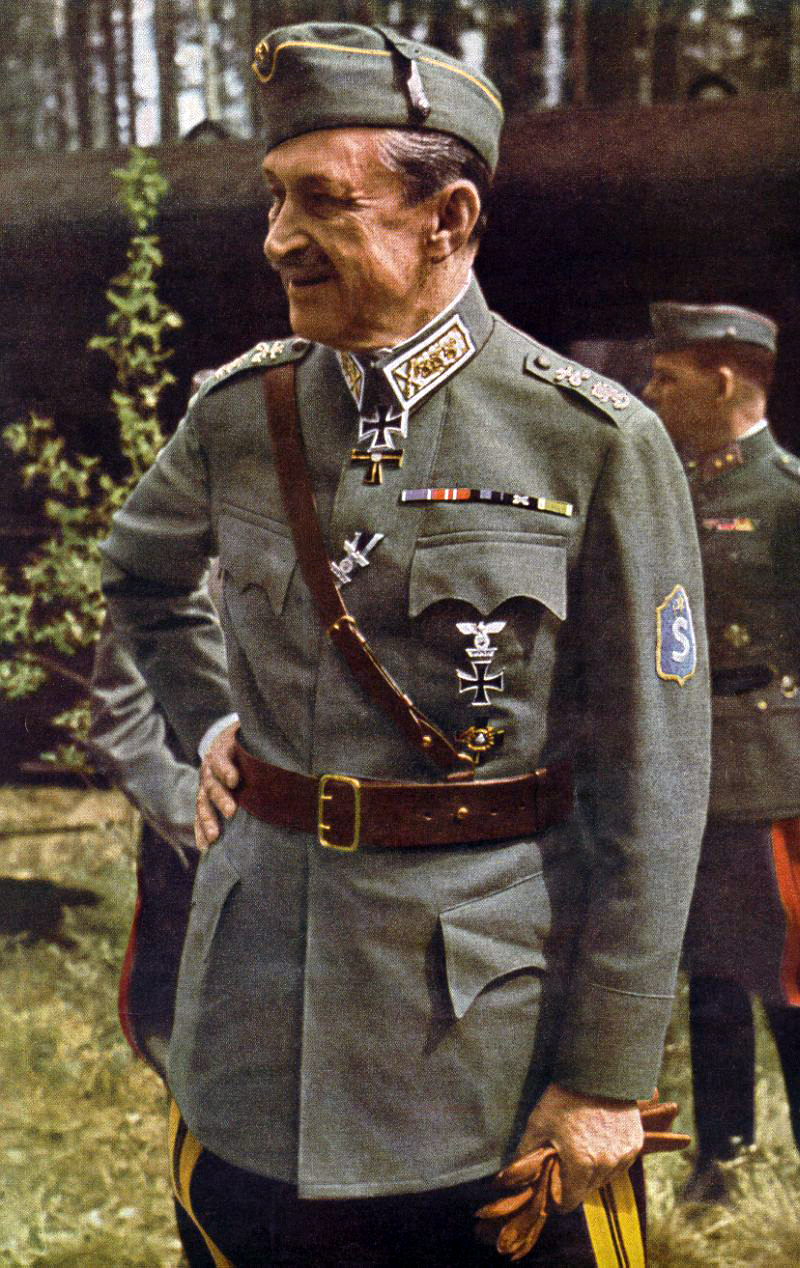
Carl Gustaf Emil Mannerheim (1944-1946)

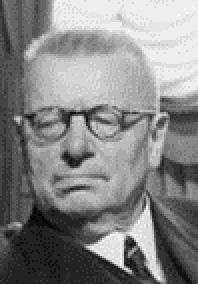
Juho Kusti Paasikivi (1946-1956)
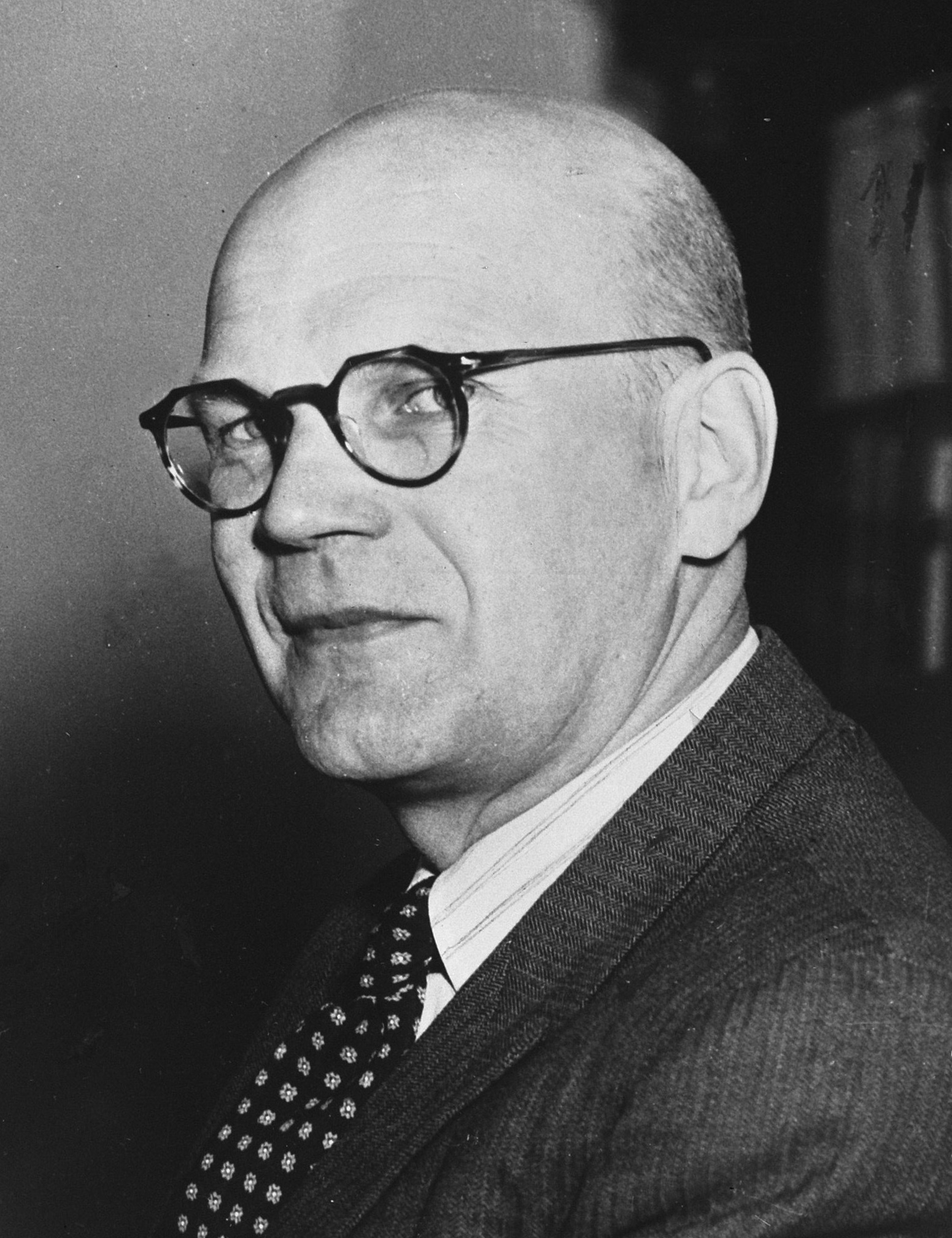
Urho Kekkonen (1956-1982)
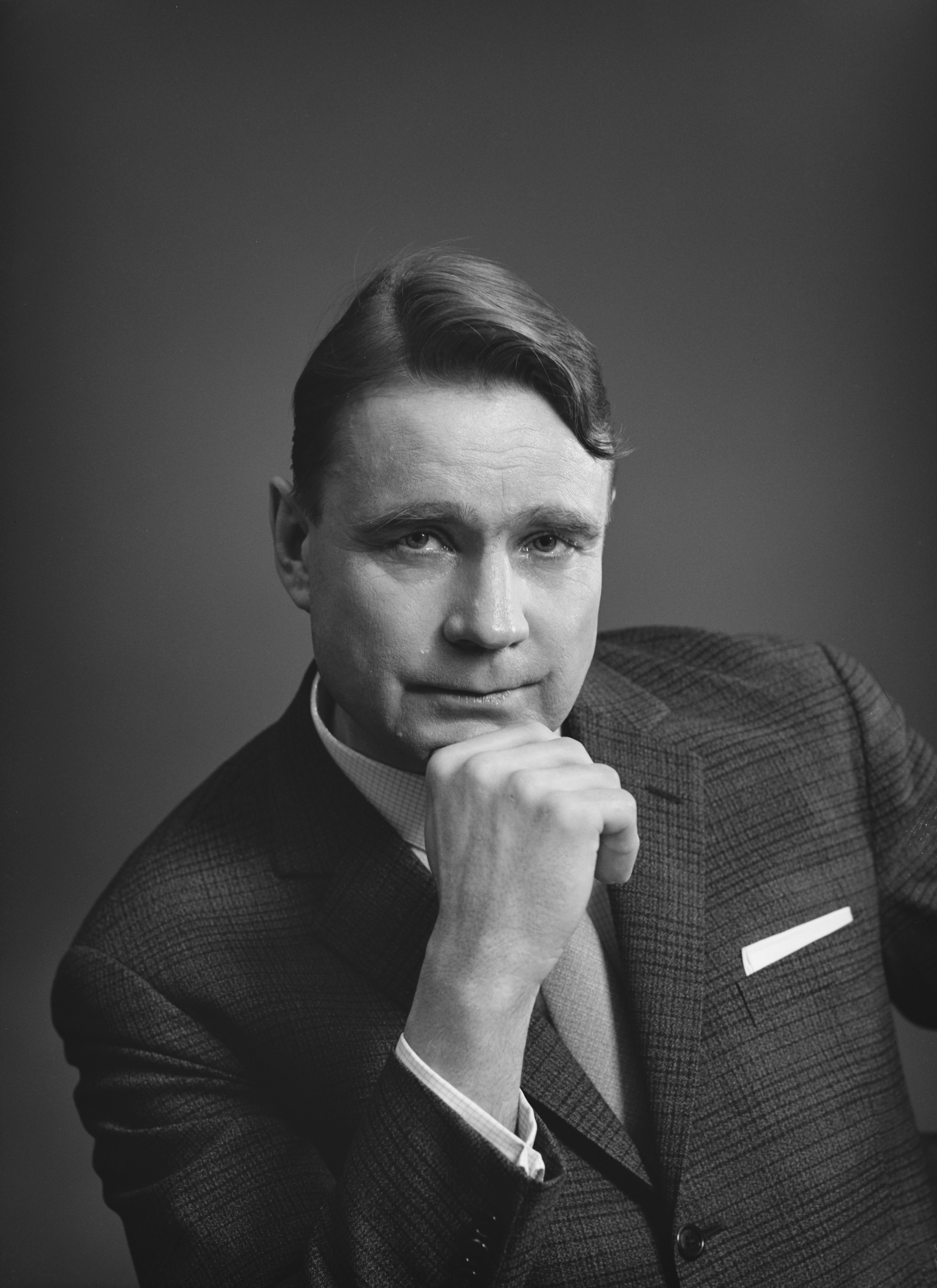
Mauno Koivisto (1982-1994)
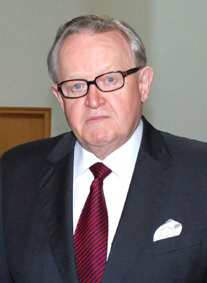
Martti Ahtisaari (1994-2000)
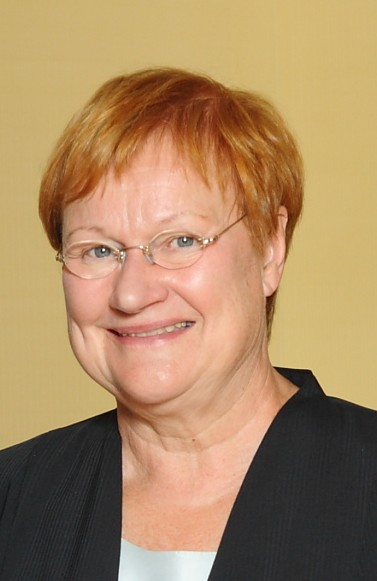
Tarja Halonen (2000-2012).
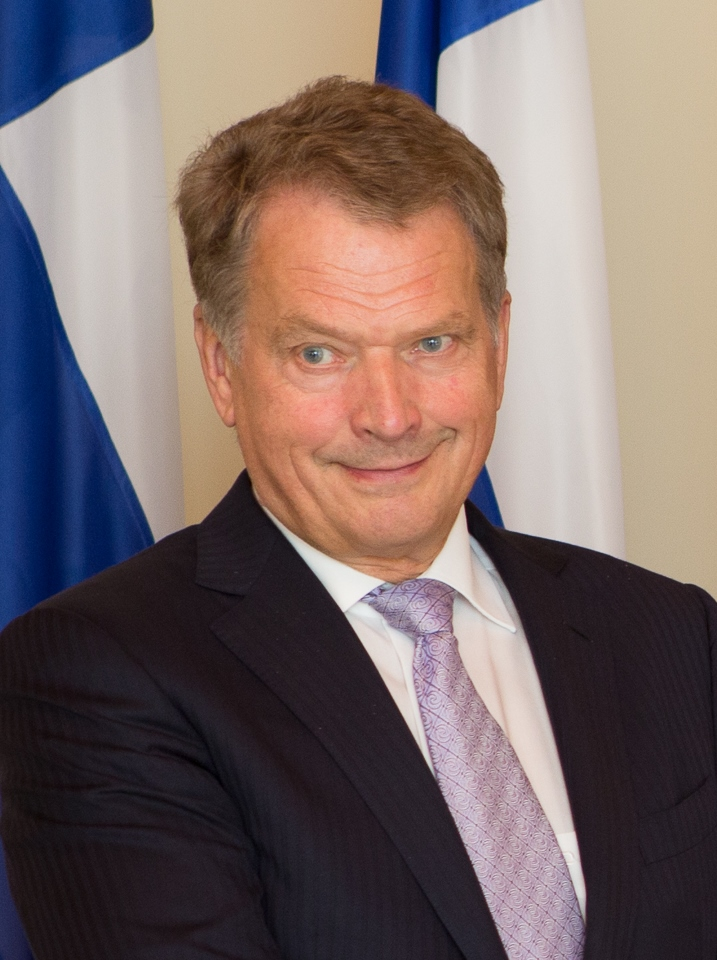
Sauli Niinistö (2012-2024)
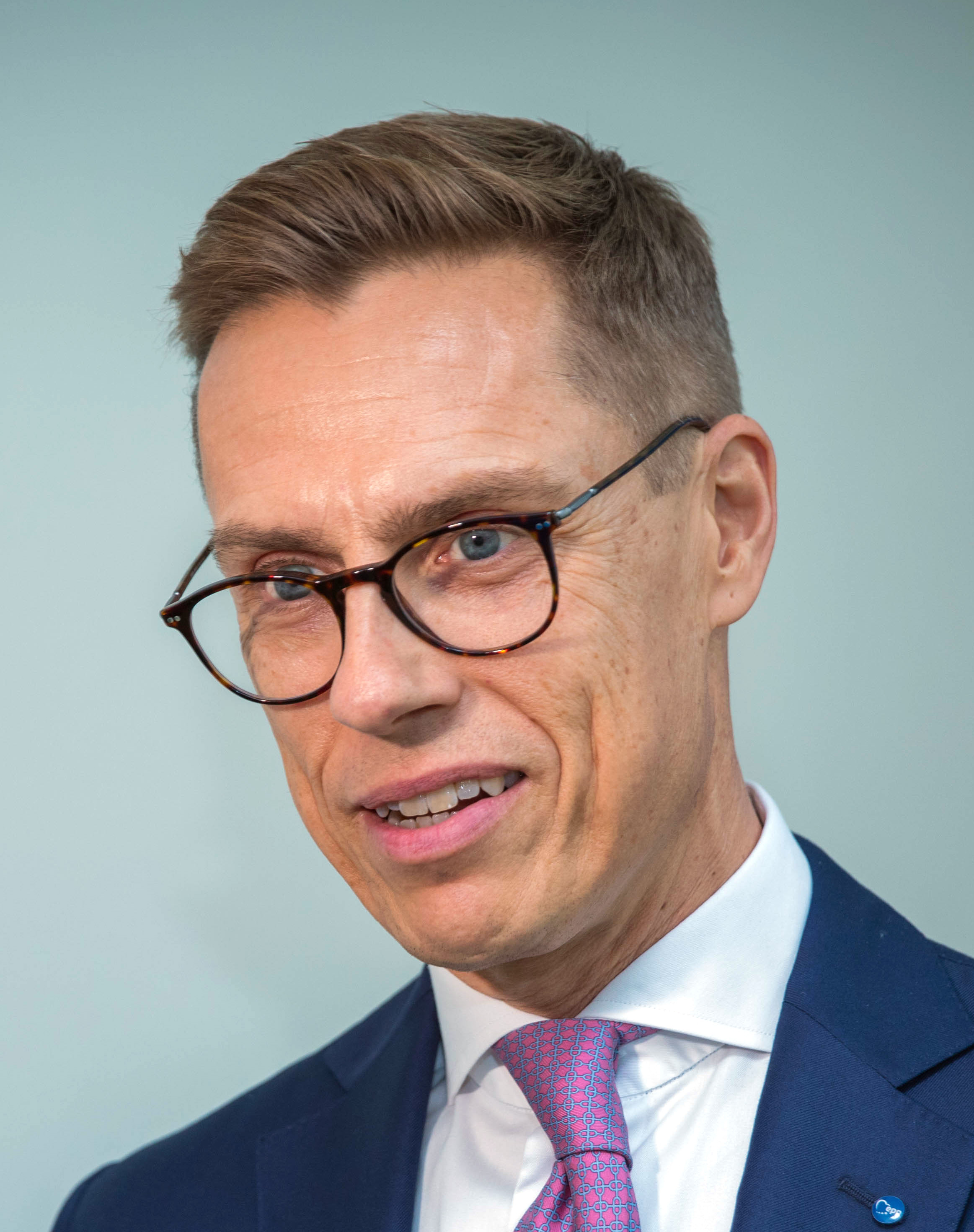
Alexander Stubb (depuis 2024)

## Élection
Les candidats à la présidence de la République peuvent être désignés par les partis politiques enregistrés qui ont reçu au moins un siège lors de la précédente élection parlementaire. Un candidat peut aussi être proposé par 20 000 personnes jouissant du droit de vote. De 1919 à 1988, le Président était élu indirectement par un collège électoral composé d'électeurs choisi par les électeurs lors de l'élection présidentielle. Lors de l'élection présidentielle de 1988, des élections directes et indirectes se tinrent simultanément : si aucun candidat ne remportait la majorité, le président de la République était élu par un collège électoral formé lors de la même élection. Depuis 1994, le président de la république de Finlande est élu par un vote populaire direct.
Si un seul candidat se présente, il est proclamé président de la République par le Conseil des ministres, sans élection. Le premier tour de scrutin a lieu le troisième dimanche de janvier de l'année électorale. Les élections sont un scrutin uninominal majoritaire à deux tours. Si l'un des candidats reçoit plus de la moitié des suffrages (plus de 50 % des suffrages exprimés), il est élu président. Si aucun candidat n'obtient la majorité au premier tout, les deux premiers candidats arrivés en tête du scrutin concourent de nouveau dans un second tour deux à trois semaines plus tard. Le candidat réunissant alors le plus grand nombre de voix est élu. En cas d'égalité, l'élection est résolue par tirage au sort. Le Conseil d'État confirme le résultat des élections et, si nécessaire, conduit le tirage au sort. Le président de la République prend ses fonctions le premier jour du mois suivant l'élection (soit le 1er février, soit le 1er mars du fait d'un unique ou second tour de scrutin).
Il y a eu plusieurs élections présidentielles exceptionnelles. Le premier président de la République, Kaarlo Juho Ståhlberg, fut élu par le Parlement du fait de la règle de transition de la Constitution. En 1940 et 1943, le collège électoral de 1937 prit la décision de choisir le chef de l'État car il semblait qu'une élection populaire ne pourrait pas être organisée du fait de la guerre de Continuation. En 1944, la législation spéciale disposait que le maréchal Mannerheim serait élu pour un mandat de six ans, après la fin des fonctions de Risto Ryti, qui mit fin à ses fonctions de manière anticipée. En 1946, la législation spéciale permit au Parlement de choisir un successeur pour le reste du mandat de Mannerheim (jusqu'en 1950), ce dernier ayant à son tour démissionné. Le Parlement élit alors le Premier ministre, Juho Kusti Paasikivi, au poste de président de la République. En 1973, la législation spéciale étendit le mandat du président Urho Kekkonen de quatre ans, jusqu'en 1978.

## Investiture
Le président de la République élu, accompagné du président du Parlement et du président de la République sortant, prend ses fonctions le premier jour du mois suivant l'élection lors d'une prestation de serment prononcée en finnois et en suédois à l'occasion d'une grande cérémonie d'investiture solennelle au siège du Parlement. Cette déclaration est prévue dans l'article 56 de la Constitution :
- En finnois : « Minä [nom du président élu], jonka Suomen kansa on valinnut Suomen tasavallan presidentiksi, vakuutan, että minä presidentintoimessani vilpittömästi ja uskollisesti noudatan tasavallan valtiosääntöä ja lakeja sekä kaikin voimin edistän Suomen kansan menestystä. »
- En suédois : « Jag [nom du président élu], som av Finlands folk har valts till president för republiken Finland, försäkrar att jag i utövningen av presidentämbetet redligt och troget skall följa republikens konstitution och lagar samt efter all min förmåga främja det finska folkets välfärd. »
- En français : « Moi, [nom du président élu], élu par le peuple finlandais président de la république de Finlande, je donne ici l'assurance que dans l'exercice de mes fonctions présidentielles j'observerai et maintiendrai loyalement et fidèlement la Constitution et les lois de la République, et que j’œuvrerai de toutes mes forces à la prospérité du peuple de Finlande[2]. »

Le mandat du président de la République élu débute alors que celui de son prédécesseur prend fin au moment où la prestation de serment prend fin (à environ 12 h 20 le jour de l'investiture). Peu après sa prestation de serment, le nouveau président de la République prononce son premier discours présidentiel, puis, accompagné de son prédécesseur, inspecte la Garde d'honneur devant le Palais du Parlement (Eduskuntatalo).
Le président de la République est appelé Son Excellence le président de la république de Finlande (Suomen Tasavallan Presidentti ; Republiken Finlands President).

## Fonctions et pouvoirs

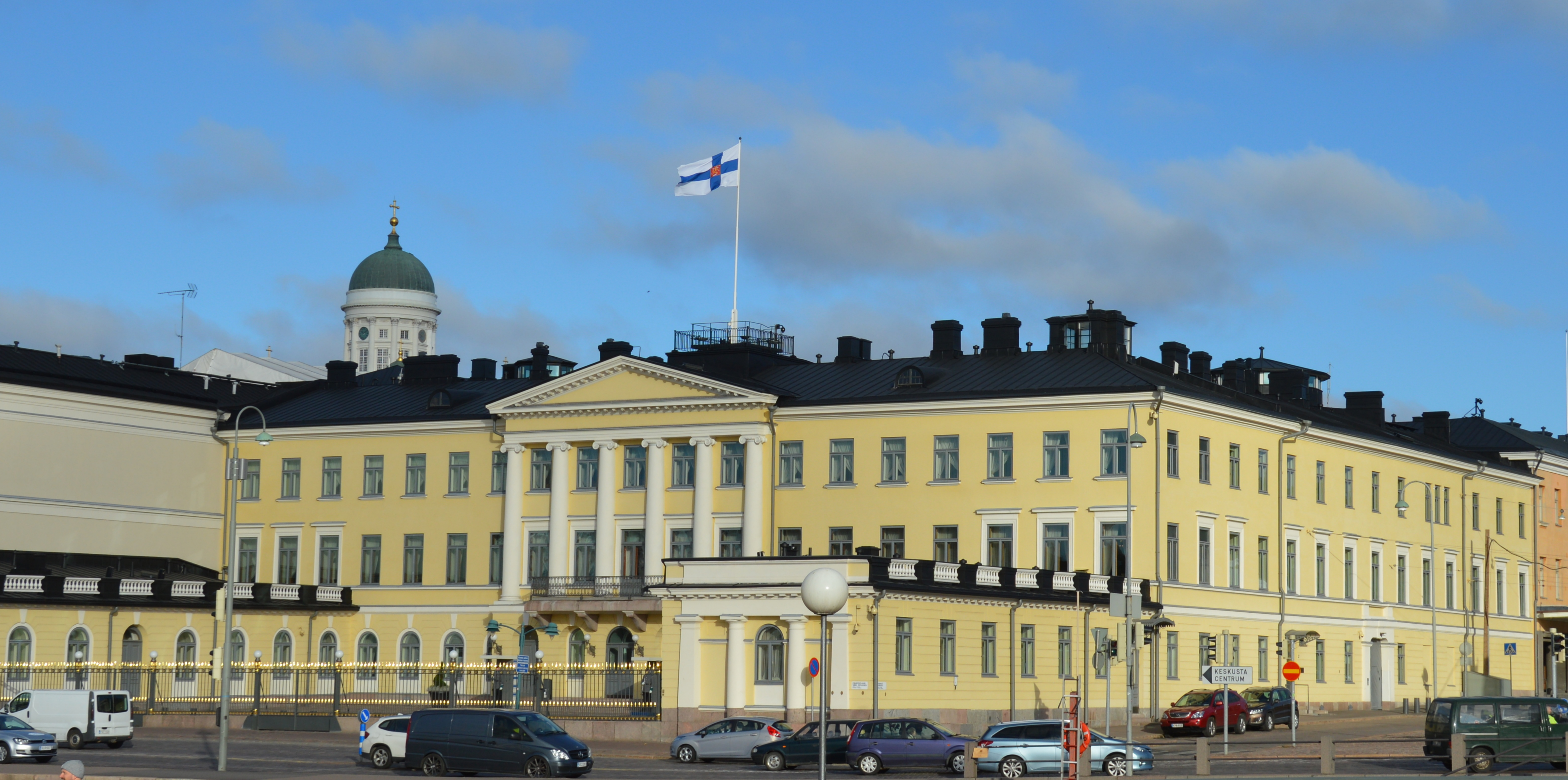
Le palais présidentiel (Helsinki) en novembre 2016.

Les fonctions et pouvoirs du président de la République sont définis par la Constitution. En plus des fonctions spécifiées ici, le président de la République s'acquitte aussi de celles qui lui sont assignées par la loi. D'après la Constitution de Finlande, l'exécutif réside dans les fonctions de Président et dans le gouvernement de la Finlande, qui doit bénéficier de la confiance du Parlement. Ce principe est répété dans les dispositions de la Constitution concernant les fonctions et pouvoirs du président de la République vis-à-vis de la loi, des décrets et dans la nomination des officiels. La coutume dicte que le président de la République, en entrant en fonction, renonce à toute affiliation politique afin de rester neutre aux yeux des partis politiques.
Les pouvoirs du président de la République étaient auparavant si étendus que la Finlande était considérée comme la seule vraie monarchie d'Europe du Nord. Cependant, les amendements votés en 1999 ont légèrement réduit les pouvoirs du chef de l'État. Il partage maintenant l'exécutif avec le Premier ministre. Néanmoins, le président de la République est considéré comme une source de stabilité, notamment au regard des remaniements fréquents du Cabinet.

### Séances présidentielles du Gouvernement
Le président de la République prend des décisions officielles durant les sessions présidentielles du Gouvernement, qui se tiennent normalement à 11 h du matin chaque vendredi. Le Président prend des décisions dans ces sessions sur la base d'une présentation du ministre compétent. Les sessions présidentielles sont dirigées par le Président.
Tous les ministres assistent aux sessions présidentielles du gouvernement.
Sont également présents le chancelier de la Justice ou le vice-chancelier de la Justice, et le secrétaire des sessions du Gouvernement, qui conservent les procès-verbaux. Puisque le président de la République prend seul les décisions aux sessions présidentielles, aucun vote n'a lieu. Durant l'été, les sessions présidentielles ne se tiennent pas toutes les semaines, et peuvent avoir lieu à Kultaranta, la résidence d'été du président de la République à Naantali.

### Convocation d'élections législatives anticipées
« Le Président de la République peut, sur initiative motivée du Premier ministre, après audition des groupes parlementaires et le Parlement étant réuni, ordonner qu'il soit procédé à des élections législatives anticipées ». Le Parlement décide ensuite de la date à laquelle, avant qu'il soit procédé à de nouvelles élections, le Parlement clôture ses débats. Le nouveau Parlement est élu pour un mandat normal de quatre ans. De 1919 à 1991, le pouvoir du Président d'ordonner des élections anticipées était inconditionnel et il pouvait le faire quand il le pensait nécessaire.
Les divers présidents de la République ont demandé la tenue d'élections anticipées à sept occasions. Le président de la République ouvre chaque session annuelle du Parlement et les clôt par un discours respectivement lors des cérémonies d'ouverture et de clôture.

### Nomination et renvoi des ministres
Le Premier ministre et les autres membres du gouvernement sont nommés et révoqués par le président de la République. Après les élections parlementaires ou dans d'autres situations ou le gouvernement démissionne, le président de la République, prenant en compte le résultat des consultations entre les groupes parlementaires et ayant écouté le point de vue du président du Parlement, soumet au Parlement un Premier ministre potentiel. Si celui-ci est confirmé par le Parlement à la majorité des suffrages, le président de la République procède alors à la nomination du Premier ministre et des autres ministres qu'il a désigné. Le président est constitutionnellement contraint de destituer un gouvernement ou un ministre, dès qu'ils ont perdu la confiance du Parlement.

### Pouvoir de nomination
Le président de la république de Finlande dispose d'un certain nombre de nominations, parmi lesquelles :
- le gouverneur, et les autres membres du Conseil de la Banque de Finlande ;
- les gouverneurs provinciaux ;
- le Chancelier de Justice et le vice-Chancelier de Justice ;
- le Procureur général et le vice-Procureur général ;
- le sous-secrétaire d’État permanent, le plus important officiel de chaque ministère ;
- le secrétaire permanent et le sous-secrétaire du ministère des Affaires étrangères, l'inspecteur des Ambassades et les ambassadeurs ;
- et enfin les chefs des agences centrales.

En outre, le chef de l'État nomme :
- les officiers des forces armées finlandaises et de la Garde des frontières finlandaises ;
- et les juges titulaires, dont les Présidents et les membres de la Cour suprême et de la Cour administrative suprême, les présidents et membres des Cours d'appel et des Cours administratives d'appel.

### Relations internationales
Le président de la République, en collaboration avec le gouvernement, dirige la politique étrangère de la Finlande. Le Parlement approuve néanmoins les obligations internationales et leur dénonciation, et décide de la mise en application des obligations internationales. Le président de la République décide de la paix et de la guerre avec le consentement du Parlement.

### Législation
Le président de la République doit signer et approuver tous les actes adoptés par le Parlement avant qu'ils ne deviennent loi. Il doit décider de la ratification dans les trois mois suivant la réception de l'acte et peut demander l'avis de la Cour suprême ou de la Cour administrative d'appel avant de donner son consentement. Si le président refuse de donner son consentement ou ne se décide pas durant ce laps de temps, le Parlement reconsidère l'acte et peut l'adopter à nouveau à la majorité des suffrages. L'acte entrera alors en vigueur sans ratification. Si le Parlement échoue à adopter l'acte, il est réputé caduc. Le véto présidentiel réussi généralement à éviter qu'un projet de loi ne devienne une loi.

### Grâce et amnistie
« Dans des cas particuliers, après avoir obtenu l'avis de la Cour suprême, le président de la République peut accorder une grâce pour tout ou partie d'une peine de justice ou de quelque autre sanction pénale. L'amnistie doit être prévue par une loi ».
Le pouvoir de pardon est effectivement devenu l'instrument visant à limiter l'« emprisonnement à vie » à douze ans ou plus, puisque les présidents successifs ont finalement accordé le pardon à tous les criminels. Le président conserve toutefois le pouvoir de refuser le pardon. En automne 2006, la libération conditionnelle d'un condamné purgeant une peine à perpétuité a fait l'objet d'un appel auprès de la Cour administrative d'appel d'Helsinki, et la disposition particulière, où le président de la République exerce le pouvoir judiciaire, prit fin.
Le pouvoir présidentiel de donner le pardon est cependant toujours présent, bien que son utilisation diminue.

### Commandant suprême des forces armées
Le président de la République est le commandant suprême des forces armées finlandaises, mais peut déléguer cette position à un autre citoyen finlandais. La délégation de cette fonction de commandant suprême est une exception au principe selon lequel le président de la République ne peut déléguer de fonctions. La dernière fois que cela eut lieu fut la Seconde Guerre mondiale.
Le président de la République commande les officiers et décide de la mobilisation des forces armées. Si le Parlement n'est pas en session quand une décision de mobilisation est prise, il doit immédiatement être convoqué. En tant que commandant suprême, le Président a le pouvoir d'émettre des ordres militaires concernant les lignes directrices générales pour la défense, des changements significatifs dans la préparation militaire et les principes selon lesquels la défense militaire est mis en œuvre.
Les décisions concernant les ordres militaires sont prises par le président de la République avec le Premier ministre et le ministre de la Défense. Le chef de l'État décide des nominations militaires avec le ministre de la Défense.

### Pouvoirs d'urgence
D'après la Loi sur la protection, dans des circonstances exceptionnelles, le président de la République peut prendre un décret autorisant le gouvernement à exercer les pouvoirs d'urgence pour une période allant jusqu'à un an. Le décret doit être soumis au Parlement pour approbation. Si les pouvoirs conférés par la Loi sur la protection s'avèrent insuffisantes en cas d'urgence, des pouvoirs supplémentaires peuvent être assumées en vertu de la Loi sur l'état de défense. Le président de la République peut déclarer l'état de défense par décret pour une durée maximale initiale de trois mois. Si nécessaire, elle peut être prolongée pour une durée maximale d'un an. Un état de défense peut également être déclarée dans une région du pays. Le décret doit être soumis au Parlement pour approbation.

### Décorations
Le président de la République, en tant que grand maître, décerne les décorations et médailles de l'Ordre de la Rose blanche, l'Ordre du Lion de Finlande et l'Ordre de la Croix de la Liberté au finlandais et aux citoyens étrangers.
De plus, les titres d'honneur sont décernés par le président, ce qui inclut par exemple les titres de professeur et différents titres de conseiller.
Ces titres sont symboliques et n'emportent aucune responsabilité.
Les plus hauts titres sont valtioneuvos (Conseiller d’État) et vuorineuvos (Conseiller industriel).

### Discours, allocutions et interventions médiatiques
Le président de la République fait un certain nombre d'importants discours et de déclarations publiques chaque année.
Outre son discours d'investiture à la présidence de la République retransmis en direct à la télévision finlandaise lors de sa cérémonie d'installation, il présente tous les ans, le 1er janvier, ses vœux à la Nation, lors d'un message retransmis à la télévision finlandaise et sur le site internet de la présidence.
De même, le chef de l'État prononce un discours à l'ouverture de chaque session annuelle du Parlement.

## Compensation
Le président a un salaire annuel de 126 000 €, avec un compte de dépense annuelle de 171 000 €. Le salaire et les comptes de dépenses sont exonérés de tous impôts.

## Incapacité ou décès du président

### Incapacité et succession
Dans les cas où le chef de l'État est temporairement empêché d'exercer sa tâche, le Premier ministre assume les fonctions de président de la République par intérim jusqu'à ce que l'incapacité du président cesse. Si le président de la République vient à mourir, ou si le gouvernement déclare qu'il est dans l'incapacité permanente de reprendre sa tâche, un nouveau président de la République est élu dès que possible. Si le président et le Premier ministre sont tous deux temporairement indisponibles, c'est le ministre désigné pour être suppléant du Premier ministre qui devient président de la République par intérim.

### Empêchement
« Si le chancelier de la Justice, le médiateur du Parlement ou le gouvernement considèrent que le président de la République s'est rendu coupable de haute trahison ou de crime contre l'humanité, ils doivent en informer le Parlement. Dans le cas où le Parlement, à la majorité des trois quarts des voix exprimées, décide de mettre le président de la République en accusation, le procureur d'État doit poursuivre l'accusation devant la Haute Cour de justice et le président de la République doit, dans l'intervalle, s'abstenir d'exercer ses fonctions ».